# Saint-Christophe-de-Chaulieu
Saint-Christophe-de-Chaulieu és un municipi francès situat al departament de l'Orne i a la regió de Normandia. L'any 2007 tenia 116 habitants.

## Demografia

### Població
El 2007 la població de fet de Saint-Christophe-de-Chaulieu era de 116 persones. Hi havia 44 famílies de les quals 12 eren unipersonals (4 homes vivint sols i 8 dones vivint soles), 12 parelles sense fills i 20 parelles amb fills.
La població ha evolucionat segons el següent gràfic:
Habitants censats

### Habitatges
El 2007 hi havia 53 habitatges, 45 eren l'habitatge principal de la família, 7 eren segones residències i 1 estava desocupat. Tots els 52 habitatges eren cases. Dels 45 habitatges principals, 34 estaven ocupats pels seus propietaris, 9 estaven llogats i ocupats pels llogaters i 2 estaven cedits a títol gratuït; 4 tenien dues cambres, 7 en tenien tres, 10 en tenien quatre i 24 en tenien cinc o més. 44 habitatges disposaven pel capbaix d'una plaça de pàrquing. A 22 habitatges hi havia un automòbil i a 20 n'hi havia dos o més.

### Piràmide de població
La piràmide de població per edats i sexe el 2009 era:
| Homes | Edats   | Dones |
| ----- | ------- | ----- |
| 0     | 95 o +  | 0     |
| 0     | 90 a 94 | 0     |
| 0     | 85 a 89 | 0     |
| 0     | 80 a 84 | 0     |
| 4     | 75 a 79 | 0     |
| 8     | 70 a 74 | 8     |
| 0     | 65 a 69 | 8     |
| 4     | 60 a 64 | 0     |
| 4     | 55 a 59 | 0     |
| 0     | 50 a 54 | 4     |
| 0     | 45 a 49 | 8     |
| 0     | 40 a 44 | 4     |
| 4     | 35 a 39 | 4     |
| 0     | 30 a 34 | 0     |
| 0     | 25 a 29 | 0     |
| 0     | 20 a 24 | 0     |
| 0     | 15 a 19 | 0     |
| 4     | 10 a 14 | 0     |
| 0     | 5 a 9   | 4     |
| 0     | 0 a 4   | 0     |

## Economia
El 2007 la població en edat de treballar era de 71 persones, 44 eren actives i 27 eren inactives. De les 44 persones actives 41 estaven ocupades (24 homes i 17 dones) i 3 estaven aturades (3 dones i 3 dones). De les 27 persones inactives 6 estaven jubilades, 9 estaven estudiant i 12 estaven classificades com a «altres inactius».
Activitats econòmiques
Dels 2 establiments que hi havia el 2007, 1 era d'una empresa de construcció i 1 d'una entitat de l'administració pública.
L'únic servei als particulars que hi havia el 2009 era una fusteria.
L'any 2000 a Saint-Christophe-de-Chaulieu hi havia 9 explotacions agrícoles que ocupaven un total de 300 hectàrees.

## Poblacions més properes
El següent diagrama mostra les poblacions més properes.